# Aborto en Bielorrusia
El aborto en Bielorrusia fue legalizado el 23 de noviembre de 1955, mientras Bielorrusia formaba parte de la Unión Soviética. La legislación actual que trata del aborto data desde el 31 de diciembre de 1987 y es una de las leyes sobre el aborto más liberal en Europa, permitiendo el aborto a petición hasta la semana 28 de embarazo por una variedad de razones.
La ley de 1987 permite el aborto a petición para razones de daño o muerte al feto y/o madre y la violación y el incesto, además de la muerte del marido durante el embarazo, una sentencia judicial para la madre o el padre, un mandato judicial que despoja la madre de los derechos de los padres, si la casa ya tenía más de cinco niños, si la relación entre la madre y el padre termina en divorcio o existen antecedentes familiares que incluyen una enfermedad mental o una deficiencia motriz.
Antes un método anticonceptivo popular, los abortos sobrepasaron nacimientos vivos en una proporción de dos a uno en 1995. Ahora la tasa ha caído por más de un 75%, con 42.000 abortos (un 39% de la tasa de nacimientos vivos) en 2008.